# Carles Ignasi Barris i Perramon
Carles Ignasi Barris i Perramon (Manresa, 1871- Barcelona, 1934) fou un compositor i director català Manresià. Formà part del grup de l'escolania de la Catedral de Barcelona, dirigida per MC Francesc Escorsell en el seu càrrec com a mestre de capella.
L'any 1891, a l'edat de dotze anys, inicià la seva primera formació de piano amb el mestre Eloi Torres. Temps més tard, acabà obtenit plaça al Conservatori del Liceu, com a alumne de piano de Pere Tintorer i amb Gabriel Balart com a professor d'harmonia i composició.
També , fou contractat com a director del Teatre de la Unió Comercial de la Societat Ateneu i del Quintet Manrresà.

## Obres
- Sarsueles:
  - A las foscas, I, J. Martins
  - La timba, 1r acte
  - La venta del carlito, 1r acte
  - Las bodas del sacristán, 2n acte, I, A. Carbonell
  - Viuda y nuvia, 1r acte
- Piano:
  - La impresión, Rom
- Música religiosa:
  - Misa
  - O salutaris